# 刘家书院
刘家书院，位于山西省临汾市洪洞县万安镇万安村。2015年1月4日公布为临汾市文物保护单位。
晋商万安刘氏家族建有众多奢华的古宅，在土改和文革时期大多被毁，刘家书院是现在保存最完整的四合院
，建筑精美，后人还在居住。书院南墙高6米，正中的砖雕影壁高达4米，宽3米，影壁上半部仿垂花门楼造型，布满砖雕，雕工精美绝伦，从上到下依次是正脊、屋檐、斗拱、阑额以及两侧的雀替、垂花柱等，正脊是五朵花，两侧还有一对鸱吻，闭嘴瞪眼，神态生动。下面是四个砖雕斗拱，伸出四个张大嘴的龙头和象鼻，造型颇为罕见。中间是三框图案，包括马上封侯、鹤鹿同春。下面是两行繁复细密的雕花，花叶之间隐藏两条龙。八字门布满雕花。